# Silton (Saskatchewan)
Silton es un pueblo canadiense situado en la provincia de Saskatchewan.

## Superficie
Silton tiene una superficie de 1,06 km².

## Demografía
En 2021, tenía 95 habitantes, una densidad poblacional de 89,3 hab./km², y 53 viviendas.